# Finta Mare, Dâmbovița
Finta Mare este satul de reședință al comunei Finta din județul Dâmbovița, Muntenia, România.
 Acest articol despre o localitate din județul Dâmbovița este deocamdată un ciot. Puteți ajuta Wikipedia prin completarea lui.